# Distrito de Dessalines
El distrito de Dessalines (en francés arrondissement de Dessalines; y en criollo haitiano: awondisman Desalin) es una división administrativa haitiana, que está situada en el departamento de Artibonito.

## División territorial
Está formado por el reagrupamiento de cuatro comunas:
- Desdunes
- Dessalines
- Grande-Saline
- Petite-Rivière-de-l'Artibonite